# Agathiphaga
Agathiphaga (лат.) — род чешуекрылых (размах крыльев до 25 мм), единственный в составе семейства Agathiphagidae, выделяемого в отдельный подотряд бабочек бесхоботковых (Aglossata):212.
Впервые их представителей описал энтомолог Лайонел Джек Дамблтон (Lionel Jack Dumbleton) в 1952 году, как новый род первичных зубатых молей Micropterigidae. Он описал два новых для науки вида, один из штата Квинсленд, Восточная Австралия и второй вид, распространённый от Фиджи до Вануату и Соломоновых островов. В 1967 году Нильс Кристенсен выделил их в отдельное семейство (N.P. Kristensen, 1967).

## Биология
Гусеницы питаются только на хвойных растениях рода Агатис (лат. Agathis) семейства Араукариевые (Araucariaceae). Удивительно, но обнаружено, что их личинки способны выживать до 12 лет, находясь в диапаузе (Upton, 1997), что возможно служит приспособлением к сохранению в семенах Agathis во время расселения по островам Тихого океана.

## Классификация
Выделяется два вида. Сегодня они рассматриваются как вторые после Micropterigoidea самые примитивные представители среди всех современных групп бабочек (Kristensen, 1999: 41-44): (Agathiphagoidea + (Heterobathmioidea + Glossata))
- Agathiphaga Dumbleton, 1952
  - Agathiphaga queenslandensis Dumbleton, 1952
  - Agathiphaga vitiensis Dumbleton, 1952